# Route nationale 532 (Espagne)
Pour les articles homonymes, voir Route nationale 532 (homonymie).
La route nationale espagnole N-532 relie Verín à la frontière portugaise.
Depuis 2010, l'autoroute espagnole A-75 permet de passer cette frontière sans devoir emprunter cette nationale. Il était nécessaire jusqu'ici de quitter l'A-24 à Vila Verde da Raia et d'emprunter la N-532 pour récupérer l'A-52 par le centre de Verín. 